# Marianne Burkert-Eulitz

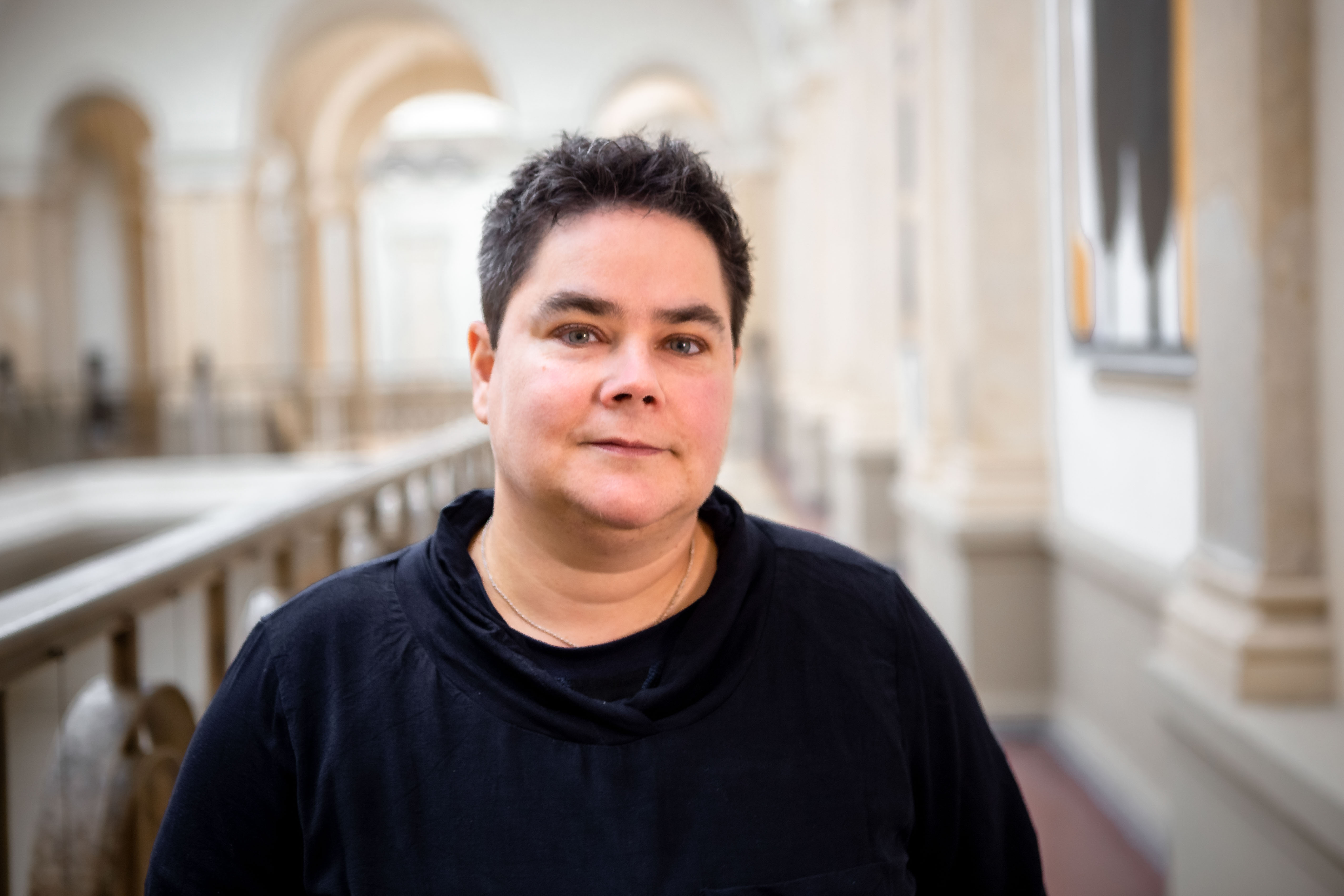
Marianne Burkert-Eulitz (2021)

Marianne Burkert-Eulitz (* 11. Juni 1972 in Berlin-Lichtenberg) ist eine deutsche Politikerin (Bündnis 90/Die Grünen) und Rechtsanwältin. Seit September 2011 ist sie Mitglied des  Berliner Abgeordnetenhauses für den Wahlkreis Friedrichshain-Kreuzberg 2.

## Ausbildung und Beruf
Burkert-Eulitz absolvierte 1991 ihr Abitur am Andreas-Gymnasium in Berlin-Friedrichshain. Anschließend studierte sie Rechtswissenschaften, Erziehungswissenschaften, Geschichte und Politik an der Humboldt-Universität zu Berlin. Seit 2006 ist Burkert-Eulitz Rechtsanwältin mit einem Schwerpunkt auf Kinder-, Jugend- und Familienrecht sowie als Verfahrensbeistand für Kinder bei Gericht. Burkert-Eulitz ist Mitglied im Verein Berliner Rechtshilfefonds Jugendhilfe.

## Politik
Burkert-Eulitz war von 2001 bis 2011 Mitglied der Bezirksverordnetenversammlung des Bezirks Friedrichshain-Kreuzberg und vertrat Bündnis 90/Die Grünen im Jugendhilfeausschuss und Ausschuss für Soziales und Gesundheit. 2006–2011 war sie Vorsteherin der Bezirksverordnetenversammlung.
Im September 2011 gelang Burkert-Eulitz bei der Wahl zum Abgeordnetenhaus von Berlin 2011 erstmals der Einzug in das Abgeordnetenhaus von Berlin. Sie gewann mit 28,8 % der Stimmen das Direktmandat im Wahlkreis Friedrichshain-Kreuzberg 6. Bei der Wahl zum Abgeordnetenhaus von Berlin 2016 konnte sie ihr Direktmandat im neu zugeschnittenen Wahlkreis Friedrichshain-Kreuzberg 2 mit 33,4 % der Stimmen verteidigen. Bei der Abgeordnetenhauswahl 2021 schaffte sie erneut den Einzug ins Parlament. Auch bei der Wiederholungswahl 2023 konnte sie ihren Sitz im Abgeordnetenhaus verteidigen. In der Fraktion von Bündnis 90/Die Grünen ist sie Sprecherin für Familie und Bildung. Zusätzlich ist Burkert-Eulitz Mitglied des Präsidiums des Abgeordnetenhauses.

## Privates
Burkert-Eulitz ist verheiratet und hat zwei Kinder.